# Рыжова, Маргарита Александровна
Маргарита Александровна Рыжова ( в девичестве Сафонова; род. 16 декабря 1990 года; Нижний Новгород) — российская конькобежка, чемпионка России и 6-кратная призёр чемпионата России, обладатель Кубка России на 1000 метров. Мастер спорта России (2008). Мастер спорта России международного класса (2015). Выступала за КСДЮШОР №1, ЦСП (Нижний Новгород). Судья Всероссийской категории.

## Биография
Родилась в Нижнем Новгороде вторым ребёнком после старшего брата Сергея. В начальных классах Рита занималась несколько месяцев фигурным катанием, затем около 2-х лет тренировалась в секциях борьбы и самбо, а также играла в шахматы. В 5-м классе пришла учительница физкультуры, она же тренер по конькам, Лебедькова Алла Викторовна и заинтересовала 11-летнюю девочку формой скоростных коньков. Позже она перешла к заслуженному тренеру России Владимиру Акилову в КСДЮШОР №1 и тренировалась у него в течение всей карьеры. 
В 2005 году Маргарита участвовала впервые в молодёжном чемпионате страны. В марте 2008 года на зимней Спартакиаде России выиграла "золото" в командной гонке преследования и заняла 2-е место на молодёжном чемпионате России. В ноябре дебютировала на Кубке мира среди юниоров и сразу попала в призы, заняв 3-е место в командной гонке. В 2010 году Маргарита стала серебряным призёром на чемпионате России среди юниоров в командной гонке. В 2012 году 22-летняя спортсменка выиграла дистанцию 1500 метров в финале Кубка России. Далее были подиумы в региональных соревнованиях. 
Самым успешным для неё стал сезон 2014/2015. В декабре 2014 года на чемпионате России в классическом многоборье она завоевала бронзовую медаль в общем зачёте, а меньше, чем через месяц, в январе 2015 года выиграла две "бронзы" на чемпионате России на отдельных дистанциях в забегах на 1000 и 1500 метров, и "золото" в командной гонке. В феврале стала бронзовым призёром на чемпионате России в спринтерском многоборье, а на дебютном чемпионате мира на отдельных дистанциях заняла 16-е место в беге на 1500 метров и 19-е на 1000 метров.
В сезоне 2015/2016 Рыжова участвовала в Кубке мира, где дважды поднималась на 3-е место в забегах на 1000 и 1500 метров в дивизионе "В". На чемпионате России заняла 2-е место в командной гонке. В марте 2017 года она стала серебряным призёром в финале Кубка России в забеге на 1000 метров, а через год поднялась на 3-е место на этой же дистанции. На чемпионате России в спринте финишировала на 8-м месте, а на чемпионате России на отдельных дистанциях стала серебряным призёром в командной гонке, и после окончания сезона ушла в декрет, а позже завершила карьеру спортсмена официально.

## Личная жизнь и трудовая деятельность
Маргарита в 2011 году вышла замуж за бывшего конькобежца Антона Рыжова. В 2018 году родила дочку Арину, которая уже занимается спортивной гимнастикой и велоспортом, а также с ранних лет стоит на коньках. В 2020 году - стипендиат Фонда поддержки олимпийцев России по программе «Содействие - Мастер спортивного администрирования». В 2021 году окончила годовое обучение по программе "Мастер спортивного управления" в Российском международном олимпийском университете (РМОУ) в Сочи. С 2022 года является спортивным судьёй Всероссийской категории, работает в Союзе конькобежцев России. Вице-президент региональной Федерации. 23 апреля 2022 года у Маргариты и Антона родился сын.